# Borgmestre i Klaksvík
Borgmestre i Klaksvík er en liste over borgmestre i Klaksvík kommune, på Færøerne i perioden 1908 − 2013.

## Borgmestre
| Periode   | Navn                    |
| --------- | ----------------------- |
| 1908–1911 | Ole Frederik Joensen    |
| 1911–1914 | Olaf Olsen              |
| 1914–1920 | Thomas J. Petersen      |
| 1920      | Ole Frederik Joensen    |
| 1921–1922 | Joen Rasmussen          |
| 1922–1924 | Mourits Winther         |
| 1925      | Jógvan Frederik Kjølbro |
| 1926–1930 | Mourits Winther         |
| 1931–1934 | Símun Petur Zachariasen |
| 1935–1938 | Jacob E. Jacobsen       |
| 1939–1943 | Sámal Petersen          |
| 1944–1948 | Símun Andreasen         |
| 1949      | Sámal Petersen          |
| 1950–1951 | Hákun Djurhuus          |
| 1951–1953 | J. Michael Jacobsen     |
| 1954      | Josias Matras           |
| 1955      | Richard Jacobsen        |
| 1956–1958 | Poul J. Olsen           |
| 1959–1961 | Sámal Petersen          |
| 1962–1963 | Otto Joensen            |
| 1964–1966 | Poul J. Olsen           |
| 1967–1968 | Asbjørn Joensen         |
| 1969      | Jógvan Isaksen          |
| 1970      | Ove Frederiksen         |
| 1971      | Páll á Dul              |
| 1972–1976 | Trúgvi Laksáfoss        |
| 1977–1980 | Jógvan Isaksen          |
| 1981–1988 | Jógvan við Keldu        |
| 1989–1992 | Óli Heinesen            |
| 1993–2000 | Jógvan við Keldu        |
| 2001–2008 | Steinbjørn O. Jacobsen  |
| 2009–2012 | Gunvá við Keldu         |
| 2013–     | Jógvan Skorheim         |